# کوو شو چینگ (دهانه)

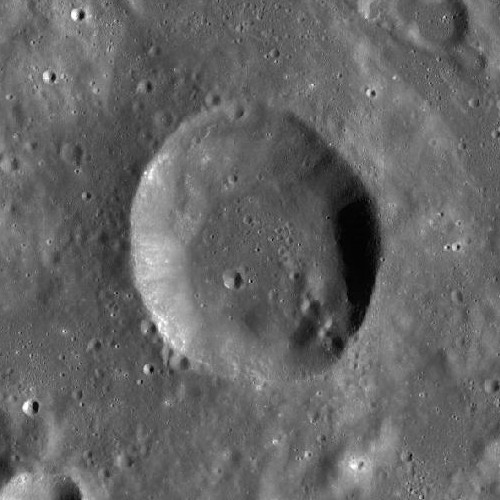
کوو شو چینگ (دهانه)

کوو شو چینگ یک دهانه برخوردی در ماه‌ است.